# WWF In Your House
WWF In Your House é um jogo para o PlayStation, DOS, e Sega Saturn lançado em 1996. Desenvolvido pela Software Sculptured, é um seguimento do WWF WrestleMania: The Arcade Game e foi publicado pela Acclaim Entertainment.

## Roster
| Wrestler               | Wrestler             |
| ---------------------- | -------------------- |
| The British Bulldog    | Goldust              |
| Bret Hart              | Owen Hart            |
| Hunter Hearst Helmsley | Ahmed Johnson        |
| Shawn Michaels         | The Ultimate Warrior |
| The Undertaker         | Vader                |

## Descrição
WWF In Your House não é um jogo de wrestling no sentido normal, uma vez que é fortemente influenciado pelo Mortal Kombat. Possui sprites digitalizados dos lutadores, movimentos realistas, e provocações por parte dos lutadores.O jogo também contou com movimentos de finalização, que são realizados antes do pin.
Em vez de arenas de wrestling típicas, WWF In Your House é caracterizado por arenas personalizadas para cada wrestler, como SShawn Michaels' Club, Stu Hart's Dungeon e Undertaker's Crypt.
Dos 10 lutadores jogáveis no jogo, Bret Hart, Shawn Michaels e Undertaker estavam no jogo anterior. O jogo também apresenta lutadores que não estavam no jogo anterior, como The Ultimate Warrior e Vader.O comentário do jogo é feito por Vince McMahon e Mr.Perfect.

## Recepção da Crítica
O jogo não foi bem recebido pela crítica, recebendo notas como 5,6 (DOS) e 4,6 (PlayStation) no GameSpot. . Alguns pontos fortes são os gráficos melhorados, a adição de um modo de 4 jogadores e a escolha do lutador.